# Aranyszárnyú angyal
Az Aranyszárnyú angyal (Noël nouvelet) a XV. század végéről származó francia karácsony dal.
Magyar feldolgozások:
| Szerző       | Mire                 | Mű                            | Előadás           |
| ------------ | -------------------- | ----------------------------- | ----------------- |
| Bárdos Lajos | gyermekkar           | Aranyszárnyú angyal           | [ 1 ] [ 2 ] [ 3 ] |
| Demény Dezső | vegyeskar            | Aranyszárnyú angyal           | [ 4 ] [ 5 ]       |
| Soós András  | gyermek vonószenekar | Karácsonyi muzsika, 13. oldal |                   |

## Felvételek
- Noël nouvelet. King’s Singers  YouTube (2013. február 5.)  (Hozzáférés: 2017. március 9.) (videó) franciául
- Noel Nouvelet - French carol. Kate Young, Andrea Doyle, Jean Thomas, Jim Ferla, John Marcinizyn  YouTube (2016. június 19.)  (Hozzáférés: 2017. március 9.) (audió) női szóló franciául, hangszeres kíséret
- Noël nouvelet - Aranyszárnyú angyal. YouTube (2013. január 19.)  (Hozzáférés: 2017. március 9.) (audió) női duett, hangszeres kíséret
- Aranyszárnyú angyal. Szentegyházi Gyermekfilharmónia  www.youtube.com. Belvárosi Ferences Templom, Budapest (2015. december 22.)
- Aranyszárnyú angyal. YouTube (2010. december 24.)  (Hozzáférés: 2017. március 9.) (audió) vegyeskar, zenekar
- Aranyszárnyú angyal. BlesSings  YouTube. Karcag (2016. november 27.)  (Hozzáférés: 2017. március 9.) (videó)